# Liste der Kulturdenkmäler in Attenhausen
In der Liste der Kulturdenkmäler in Attenhausen sind alle Kulturdenkmäler der rheinland-pfälzischen Ortsgemeinde Attenhausen aufgeführt. Grundlage ist die Denkmalliste des Landes Rheinland-Pfalz (Stand: 8. Dezember 2023).

## Einzeldenkmäler
| Bezeichnung | Lage                                  | Baujahr                 | Beschreibung                                                           | Bild |
| ----------- | ------------------------------------- | ----------------------- | ---------------------------------------------------------------------- | ---- |
| Wohnhaus    | Ortsstraße, zwischen Nr. 5 und 7 Lage | 18. und 19. Jahrhundert | Fachwerkhaus, teilweise massiv und verkleidet, 18. und 19. Jahrhundert | BW   |
| Wohnhaus    | Ortsstraße 12 Lage                    | 18. Jahrhundert         | Fachwerkhaus, teilweise massiv, 18. Jahrhundert                        | BW   |